# 3979 Брорсен
3979 Брорсен (3979 Brorsen) — астероїд головного поясу, відкритий 8 листопада 1983 року.
Тіссеранів параметр щодо Юпітера — 3,218.